# Куратинские озёра

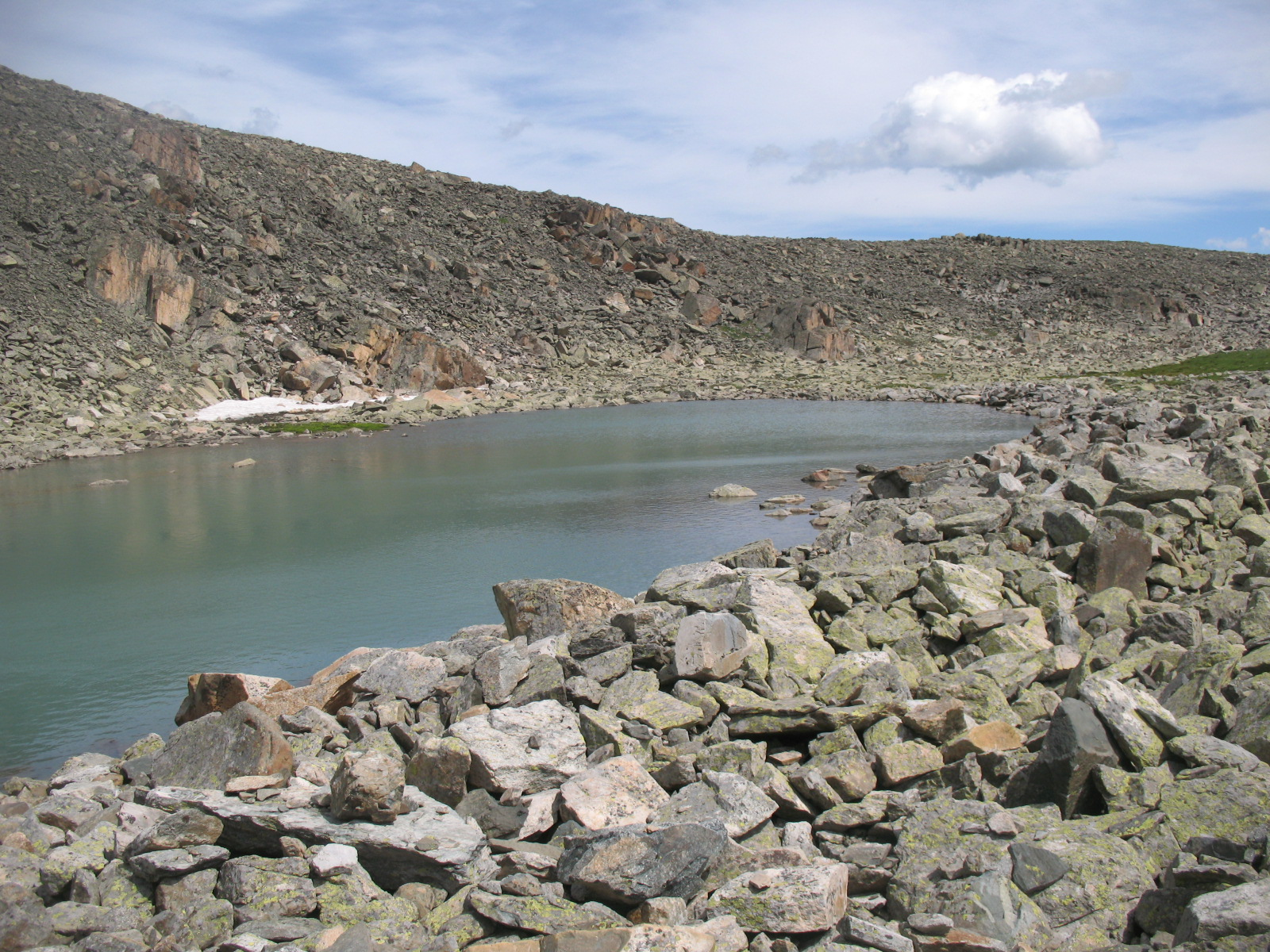
Четвёртое Куратинское озеро, вид с юга

Курати́нские озёра — система, состоящая из 5 озёр на северо-восточном макросклоне Семинского хребта Центрально-Азиатской физико-географической провинции. Находятся на территории Шебалинского и Онгудайского районов Республики Алтай (Россия).
Название озёр произошло от алтайского слова «куру-туу» (букв. «голый» или «лишенный растительности»).
Озера расположены на частично заболоченном плато, являющимся водоразделом рек Курата и Туюк, под восточным и юго-восточным склонами горы Сарлык. Имеют моренно-подпрудное происхождение. Берега озёр представлены крутыми стенками ледниковых каров и древними моренными валами. На берегах двух нижних озёр — типичная растительность горной тундры, заросли карликовой березки, можжевельник.
- Верхнее (пятое) Куратинское озеро: абсолютная высота — 2430 м, протяжённость береговой линии — около 1400 м,
- Четвёртое Куратинское озеро: абсолютная высота — 2385 м, длина — 300 м, максимальная ширина — 200 м.
- Третье Куратинское озеро: абсолютная высота — 2240 м, длина — 650 м, ширина — 260 м. На берегах распространена растительность субальпийского луга, сами берега каменисты.
- Второе Куратинское озеро: абсолютная высота — 2190 м, длина — 200 м, ширина — 100 м, площадь — 14300 м², протяжённость береговой линии — 500 м, наибольшая глубина — 2 м.
- Нижнее Куратинское озеро: абсолютная высота — 2100 м, длина — 150 м, ширина — 120 м, площадь — 12240 м², протяжённость береговой линии 450 м. Имеет моренно-подпрудное происхождение. Отмечены следы древнего озёрного водоема, имевшего глубину до 30 м и площадь около 30000 м²[источник не указан 2049 дней]. Берега озера с востока и юга покрыты лиственнично-кедровым редколесьем, северный — можжевеловыми зарослями.

Озёра достижимы с вершины г. Сарлык, либо под долине р. Кураты, либо с северо-востока по водораздельному плато. На озёра открывается эффектный вид с вершины горы Сарлык, однако их часто ошибочно принимают за более известные, но не видимые с вершины Туюкские озёра.